# Quartino (Einheit)
Der Quartino (italienisch: „Viertelchen“) war eine Goldmünze im Kirchenstaat und Portugal.
Außerdem war Quartino die Bezeichnung für verschiedene Maße:
- ein Raummaß, das auf Mallorca und in Turin, Alessandria und im Königreich Sardinien gebräuchlich war, vor allem als Weinmaß.[1]
- ein Längenmaß in der Republik Venedig

## Goldmünze
- Im Kirchenstaat war ein Quartino eine Münze von 21 Karat 8 Gran Feingold.[1]
- In Portugal war ein Quartino eine Münze im Wert von 1200 Réis.[1]

## Flüssigkeitsmaß
Ein Quartino fasste, je nach Land und Region, unterschiedlich große Flüssigkeitsmengen, jedoch stets weniger als 1 Liter.

### Spanien
- 1 Quartino = 30 1/6 Pariser Kubikzoll = 3/5 Liter = 0,6 Liter
- 6 ½ Quartinos = 1 Quartera
- 160 Quartinos = 1 Carga

### Italien
- 1 Quartino = 19 ¾ Pariser Kubikzoll = 7/17 Liter = 0,4118 Liter
- 2 Quartini = 1 Bocale
- 4 Quartini = 1 Pinta
- 144 Quartini = 1 Brenta
- 1440 Quartini = 1 Carro/Caro

## Längenmaß
- 1 Quartino = 8,5 Zentimeter[2]